# Nelsonic Game Watch
Nelsonic (mit der Nelsonic Game Watch als bekanntestem Produkt) war ein Unternehmen, das 1981 gegründet wurde und 1999 vom Markt verschwand. Während ihrer gesamten Existenz produzierte die Firma anfangs nur digitale Armbanduhren aus Kunststoff, die LCD-Bildschirme nutzten. Später folgte die Nelsonic Game Watch, eine Modifikation aus der davor gewöhnlichen digitalen Uhr, worauf man nun auch auf den LCD-Bildschirme ein vorinstalliertes Spiel spielen konnte.
Diese Idee sprach viele Kinder und Jugendliche an und die Firma eroberte einen großen Anteil des Spieluhren-Marktes. Durch die Popularität der Game Watch konnte Nelsonic sich Lizenzierungen von bekannten Videospielherstellern wie Nintendo und Sega besorgen. Aus den Marken Donkey Kong, Super Mario Bros., Frogger, Star Fox, The Legend of Zelda und vielen mehr wurden eigene Spiele für die Nelsonic Game Watch entwickelt.
Bis zum Ende der 1990er Jahre konnte sich die Nelsonic Game Watch durchsetzen, danach sank das Interesse an der Spieluhr.